# Geelkeellangklauw
De geelkeellangklauw (Macronyx croceus) is een zangvogel uit de familie Motacillidae (piepers en kwikstaarten).

## Verspreiding en leefgebied
Deze soort komt wijdverspreid voor op de graslanden in Afrika bezuiden de Sahara.